# Сады мира в парке отдыха Марцан
Сады мира в парке отдыха Марцан (нем. Gärten der Welt im Erholungspark Marzahn) — это развивающийся проект XXI века в берлинском районе Марцан, который после реформы 2001 года вошёл в состав объединённого столичного восточного административного округа Марцан-Хеллерсдорф. Берлин считается самым зелёным городом Германии, его особой достопримечательностью стало появление и постепенное расширение комплекса садов мира в парке отдыха Марцан.

## История
Парк отдыха Марцан с общей площадью примерно 100 га был открыт во времена ГДР на территории Восточного Берлина по случаю празднования 750-летия города в 1987 году. После падения Берлинской стены и последующего объединения Германии на территории парка отдыха Марцан в 2000 году появился самый большой китайский сад Европы (2,7 га), что стало началом проекта по созданию комплекса различных садов мира в этом парке.
Особенности новых создаваемых садов базируются на ведущих философских принципах и доминирующей религии в представленных странах мира — даосизм в Китае, буддизм в Японии и Корее, индуизм на Бали, исламизм в странах Ближнего Востока и так далее.

### Китайский сад
Начало созданию китайского сада было положено в 1994 году, когда две столицы, Берлин и Пекин, стали городами-побратимами на основе подписанного государственного договора.
|  |  |  |  |  |
|  |  |  |  |  |

С немецкой стороны инициатором идеи устройства китайского сада в Берлине выступил продюсер, сценарист и режиссёр Манфред Дурниок, знаток китайской культуры. Первоначально планировалось создать китайский сад в центральном городском парке Большой Тиргартен, но в итоге решение было принято в пользу обширных свободных пространств в парке отдыха Марцан. Пекинским институтом классической парковой архитектуры в соответствии со стилем китайского сада был разработан проект, для осуществления которого из Китая направили в Берлин ландшафтных архитекторов, садовников и других специалистов, а также 100 контейнеров с древесиной, камнями, скульптурами и мебелью.
Название «Сад вновь обретённой луны»
было выбрано китайский стороной с намёком на вновь обретённое единство Германии. Торжественное открытие сада, создание которого длилось шесть лет, состоялось 15 октября 2000 года. Один из входов в китайский сад традиционно охраняет пара китайских львов, перед другим установлена статуя Конфуция. Посетители сада могут во время прогулок познакомиться с растениями, водоёмами, мостами и павильонами в стиле традиционной китайской ландшафтной архитектуры. Кроме того, есть в саду и специальные видовые площадки. Белый зигзагообразный мост ведёт к чайному павильону, где европейцы имеют широкий выбор возможностей познакомиться с китайским искусством чая.

### Японский сад
|  |  |  |  |  |
|  |  |  |  |  |

Следующим по времени в парке отдыха Марцан создавался японский сад, тоже благодаря тесным связям между двумя столичными городами-побратимами Берлином и Токио.
Японский ландшафтный дизайнер, профессор и дзэн-мастер Шунмио Масуно (нем. Shunmyo Masuno, яп. 枡 野 俊明) с 2001 года разрабатывал проект сада и павильона, чтобы гости смогли в тишине увидеть богатство и красоту природы как храма под открытым небом. Открывшийся в мае 2003 года «Сад стекающихся вод» объединяет три части, символизирующие течение времени — прошлое, настоящее и будущее. Вода как лейтмотив связывает эти части между собой. Разнообразные виды сада открываются для посетителей при прогулке по проложенной дорожке, взбегающей на холм и спускающейся ступеньками вниз.
Для входа в сад построены традиционные деревянные ворота, на его территории посажено много типичных японских растений, в том числе вишнёвых деревьев, которые пышно расцветают весной.

### Балийский сад
|  |  |  |  |  |
|  |  |  |  |  |

Создание в парке отдыха третьего сада также опиралось на связь Берлина с одним из своих городов-побратимов — с индонезийской столицей Джакартой. 18 декабря 2003 года на территории парка открылся балийский «Сад трёх гармоний» (англ. Garten der drei Harmonien), для которого была выстроена закрытая оранжерея с типичным жилищем балийцев и искусственно созданным тропическим климатом индонезийского острова. Посетители этого сада оказываются в традиционном для жителей Бали окружении экзотических растений, благоухающих цветов, звучащей музыки.

### Восточный сад
|  |  |  |  |  |
|  |  |  |  |  |

Появившийся в 2005 году восточный сад получил название «Сада четырёх потоков». Спроектировавший его немецко-алжирский ландшафтный архитектор Камель Луафи, опираясь на лучшие образцы исламского садово-паркового искусства, объединил в общий ансамбль сад и зал приёмов, предлагая посетителям мысленно переместиться в обстановку из «Тысячи и одной ночи». Реализацию этого проекта осуществили мастера марокканской фирмы, украсившие мозаикой и разноцветной плиткой большие пространства с арками, колоннами, резными капителями из кедра, куполом из стекла, разнообразными по форме фонтанами. В зале приёмов предусмотрена организация встреч, концертов, семинаров и торжеств. Благодаря подогреву пола и теплоизоляции, восточный сад может использоваться в зимний период.

### Корейский сад
|  |  |  |  |  |
|  |  |  |  |  |

Корейский сад, открывшийся в 2006 году в парке отдыха, был подарком Берлину от Сеула, поэтому он получил также неофициальное название «Сеульский сад». Посетители попадают в него через массивные трёхчастные ворота. Корейские садоводы разделили территорию сада на четыре двора-крепости со своими входными воротцами, с декоративными фигурами из дерева или камня, с керамическими хозяйственными сосудами, с павильонами и водоёмами. Из деревьев в корейском саду произрастают преимущественно сосны, бамбук, дубы и клёны.
По примеру ежегодных сеульских фестивалей в корейском саду в мае 2016 года четвёртый раз проводился праздник фонарей в форме лотоса в честь дня рождения Будды. Традиционная корейская музыка, танцы, каллиграфия, кулинария, светящиеся фонари и фейерверки создавали особую атмосферу вечернего праздника в саду.

### Лабиринты
|  |  |  |  |  |
|  |  |  |  |  |

22 июня 2007 года в парке отдыха появились лабиринты, один созданный на площади 2000 м² из 1225 вечнозелёных тисов по образцу из лондонского дворцово-паркового ансамбля Хэмптон-корт, а второй наземный — по образцу древнего лабиринта (1205 года) на полу в Шартрском соборе.

### Итальянский сад
|  |  |  |  |  |
|  |  |  |  |  |

Создание в парке отдыха итальянского ренессансного «Сада Боболини» (итал. Giardino della Bobolina) задумано, чтобы представить европейскую садово-парковую культуру с её ориентацией на греко-римскую античность по образцам известных вилл Тосканы и садов Боболи. Мраморная статуя, которая приветствует посетителей при входе в лоджию, изгороди из самшита, оливковых и цитрусовых деревьев, внушительный фонтан и цветники формируют центральную часть сада, важная роль в котором традиционно отводилась беседам и музицированию. Торжественное открытие итальянского сада состоялось 31 мая 2008 года.

### Христианский сад
|  |  |  |  |  |
|  |  |  |  |  |

В ноябре 2007 года по итогам конкурса началось возведение сада христианского монастыря, который был спроектирован для посетителей как «Пространство языка и слова». Цитаты из Ветхого и Нового Заветов, а также из текстов философов и писателей, окружают гостей сада в живой игре света, проникающего сквозь крупные буквы золотого цвета. По примеру монашеской обители сад имеет квадратную форму с каменным крестом из лёгкого гравия, цветущими кустарниками и гладкими поверхностями воды, символизирующей источник жизни. Сад окружён 4-метровой изгородью из растущего бука.

### Иудейский сад
Культурное и религиозное разнообразие садов мира продолжает расширяться. К уже открытым, отражающим  представления о мировых религиях — Китайский (конфуцианство), Японский (дзен-буддизм), Балийский (индуизм), Восточный (ислам), Корейский (шаманизм, буддизм), Христианский (христианство) — будет добавлен Иудейский сад (иудаизм). Первый камень в его основание был заложен 24 октября 2019 года. Иудейский сад строится на возвышенности  с видом на Христианский.